# Licurgo (figlio di Pronace)
Secondo la mitologia greca Licurgo (in greco Λυκοῦργος? Lükùrgos), figlio di Pronace e nipote di Talao, partecipò alla spedizione dei Sette contro Tebe. 

## Nella mitologia
Durante la spedizione ebbe una violenta battaglia con Anfiarao che, secondo Pausania il Periegeta, era raffigurata effigiata sul trono di Amicia; allo scontro fecero porre fine Tideo ed Adrasto.
Si pensa che sia stato ucciso sotto Tebe, poiché Stesicoro nella sua Erifile, secondo uno scoliaste di Pindaro, e Apollodoro lo citano, al pari di Capaneo, come risuscitato da Asclepio.